# Johnson Electric

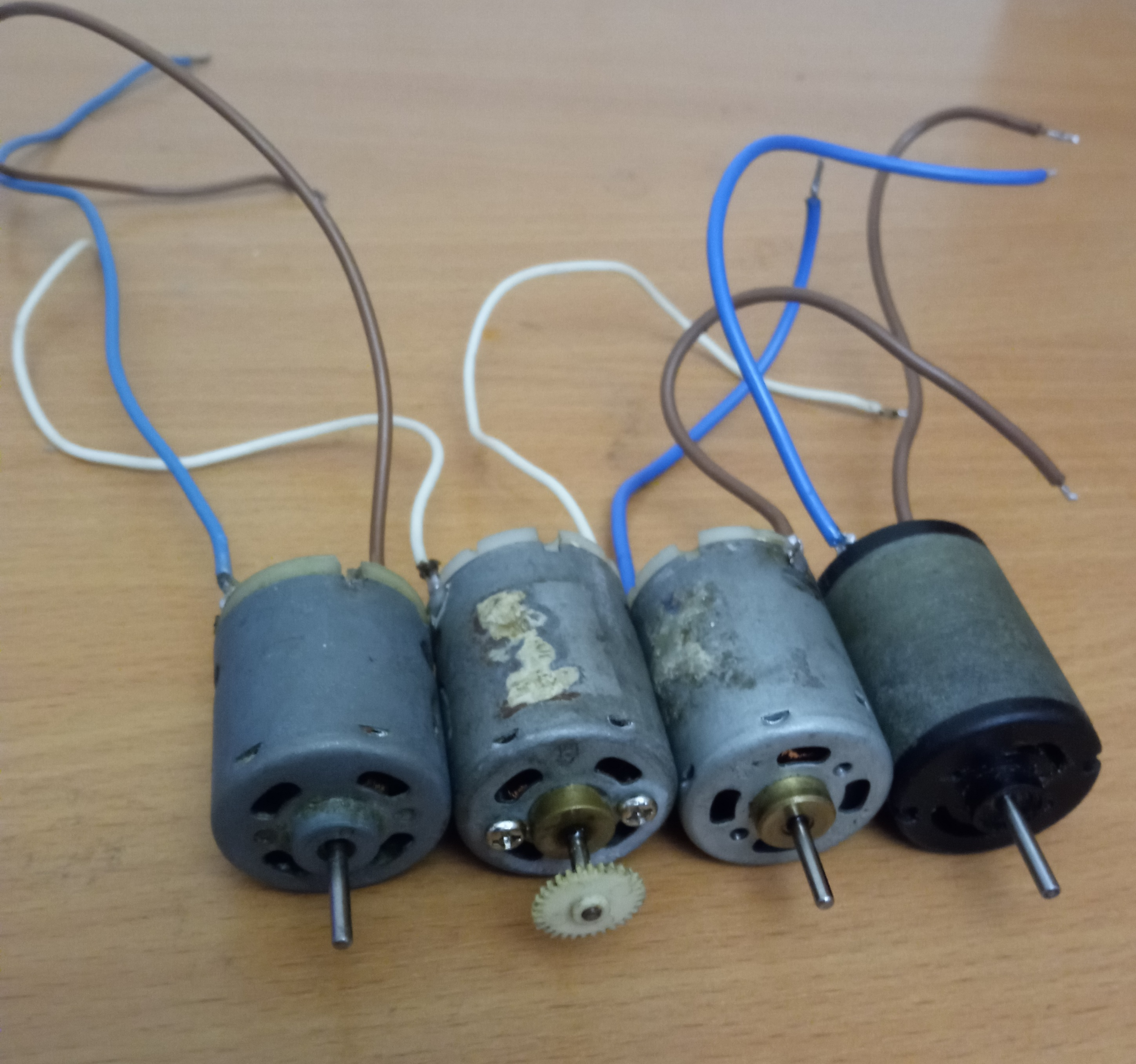
Электродвигатели Johnson Electric

Johnson Electric (德昌電機) — крупная машиностроительная корпорация, базирующаяся в Гонконге. Специализируется на разработке и производстве систем и компонентов для автомобилей и электротехники, в том числе электромоторов, контроллеров, различных приборов и электронных комплектующих.

## История
Компания Johnson Electric основана в 1959 году семьей Ван, в 1976 году открыла филиал в США и начала производить микродивигатели для автомобилей, в 1982 году открыла завод в городе Шэньчжэнь, с 1984 года котируется на Гонконгской фондовой бирже. В 1984 году Johnson Electric открыла филиал в Японии, в 1992 году — инженерный центр в Германии, в 1999 году купила подразделение электродвигателей у Lear Corp, включая итальянскую компанию Gate SpA.
В 2001 году Johnson Electric создала отдельное подразделение автомобильного и промышленного оборудования, купила моторный бизнес у Kautex Textron и Arvin Meritor`s, в 2003 году открыла технический центр в Италии, в 2004 году купила 51 % акций израильской компании Nanomotion (микродвигатели, электромоторы и контроллеры) и японскую компанию Nihon Mini Motor (комплектующие к оптическим приводам, фото- и видеокамерам).
В 2005 году Johnson Electric купила швейцарскую компанию Saia Burgess (двигатели, коммутаторы, приводы и системы управления) и американскую компанию Parlex Corp (электронные компоненты), в 2007 году основала в Гонконге компанию Johnson Medtech (медтехника), в 2010 году открыла моторные заводы в городах Ченнай и Бэйхай, а продажи группы достигли 1,74 млрд долларов.

## Структура
По состоянию на 2011 год в Johnson Electric и её дочерних компаниях работало более 40 тыс. сотрудников в 30-и странах мира. Основные производственные мощности Johnson Electric расположены в Китае, а исследовательские, инженерные и дизайнерские центры — в Гонконге, Китае, США, Германии, Швейцарии, Израиле, Италии, Японии и Великобритании.

### Дочерние компании
Основные дочерние компании:
- гонконгская Johnson Medtech (микродвигатели, насосы, переключатели, датчики, сенсоры, электронные компоненты и другое медицинское оборудование; заводы расположены в Китае, США и Великобритании).
- американская Parlex Corp (электронные компоненты для кабелей и микросхем)[3].
- израильская Nanomotion (микродвигатели, электромоторы и контроллеры).
- швейцарская Saia Burgess (электронные компоненты, приводы и системы контроля).
- китайская Tonglin Precision Parts (компоненты для автомобильных двигателей).
- китайская China Autoparts (автокомплектующие).
- V-Motor
- Johnson Electric Trading
- Johnson Electric Capital

## Продукция
Johnson Electric имеет четыре основных направления — продукция для автомобилей, продукция для промышленности, медицинская техника, компоненты и сервис, а также несколько дочерних компаний.
Автомобильное направление выпускает регуляторы фар, зеркал, стеклоочистителей, стеклоподъемников, люков, сидений, подголовников и педалей, системы откидного верха, дверей, багажников, отопления, охлаждения, контроля устойчивости, передач и тормозов, воздушные и водяные насосы, вентиляторы, дверные замки, компоненты двигателя и рулевого управления.
Промышленное направление выпускает различные компоненты для банкоматов, торговых автоматов, проекторов, принтеров, факсов, камер видеонаблюдения, электрических жалюзей и замков, спортивного оборудования, телевизоров, плееров, проигрывателей, компьютеров, фотоаппаратов, видеокамер, мобильных телефонов, игровых приставок, электрических зубных щеток, фенов, массажёров, электробритв, машинок для стрижки волос, газонокосилок, электроинструмента, электропил, снегоходов, электрокаров для гольфа, посудомоечных машин, сушилок, холодильников, стиральных машин, кондиционеров, нагревателей, очистителей воздуха, пылесосов, полотеров, блендеров, кофеварок, микроволновых печей, соковыжималок, миксеров, швейных машинок и многого другого.